# Stauntonia libera
Stauntonia libera är en narrbuskeväxtart som beskrevs av H.N. Qin. Stauntonia libera ingår i släktet Stauntonia och familjen narrbuskeväxter. Inga underarter finns listade i Catalogue of Life.